# Ella Baker
Ella Josephine Baker, auch bekannt als Ella Jo Baker (* 13. Dezember 1903 in Norfolk (Virginia); † 13. Dezember 1986 in New York City), war eine afroamerikanische Bürgerrechtlerin.

## Leben und Wirken

### Kindheit und Ausbildung in North Carolina (1903–1927)
Ella Baker wurde in Norfolk geboren, wo sie auch die ersten Lebensjahre verbrachte. Ihr Vater Blake Baker arbeitete als Kellner auf einem Dampfschiff, das zwischen Norfolk und Washington, D.C. fuhr. Ihre Mutter Georgianna Baker, geborene Ross, war vor der Ehe als Lehrerin tätig gewesen. Zur Familie gehörten außerdem Ella Bakers älterer Bruder Blake Curtis (* 1901) und ihre jüngere Schwester Margaret Odessa (* 1908). Als Ella Baker acht Jahre alt war, zog sie mit ihrer Mutter und ihren Geschwistern nach Littleton in North Carolina, während ihr Vater zurückblieb und weiter seinem Beruf nachging. In Littleton besuchte sie die Primary school. Durch ihre ebenfalls dort lebenden Großeltern, die ehemalige Sklaven waren, erfuhr Ella Baker frühzeitig von den mit Sklaverei verbundenen Menschenrechtsverletzungen und dem Widerstand afroamerikanischer Sklaven. So war ihre Großmutter Josephine Elizabeth Ross unter anderem ausgepeitscht worden, weil sie sich weigerte, einen Mann zu heiraten, den der Sklavenbesitzer für sie ausgewählt hatte. Ella Bakers Großvater Mitchell Ross war ebenfalls als Sklave geboren worden, kam nach dem Bürgerkrieg frei und kaufte für seine Familie ein Stück des Landes, auf dem er vorher als Sklave gearbeitet hatte. Er predigte außerdem für die örtliche Baptisten-Gemeinde. Baker wurde in ihren Anschauungen stark durch ihre Großeltern geprägt.
Da es in Littleton keine weiterführende Schule gab, zog Baker 1918 nach Raleigh, wo sie eine Internatsschule besuchte, die von der Shaw University und der American Baptist Home Mission Society unterhalten wurde. Zunächst erlangte sie dort ihren Highschool-Abschluss. Danach studierte sie an der Shaw University, die im Gegensatz zu vielen anderen für Afroamerikaner offenen Hochschulen auf Geisteswissenschaften statt auf Berufsausbildung spezialisiert war. Baker absolvierte ein Bachelor-Studium mit dem Hauptfach Soziologie sowie den Fächern Philosophie, Sprachen und Mathematik, das sie 1927 nach vier Jahren als Jahrgangsbeste abschloss.

### Leben und Arbeiten in New York (1927–1938)

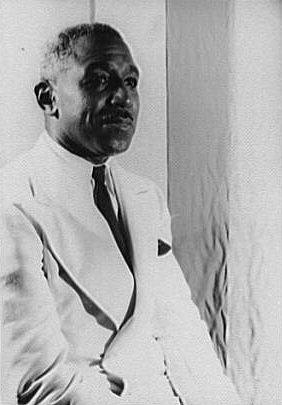
George Schuyler (1941), Gründer der Young Negroes Cooperative League, die Baker ab 1931 leitete

Baker hoffte, ihr Soziologiestudium an der University of Chicago fortsetzen zu können, konnte sich jedoch die dortigen Lebenshaltungskosten nicht leisten. Stattdessen ging sie nach New York City, wo sie bei ihrer Cousine Martha Grinage († 1945) Unterkunft fand. Beide hatten ein enges Verhältnis zueinander, da Grinage nach dem Tod ihrer Mutter bei den Bakers in North Carolina gelebt hatte. In New York wurde Baker Mitglied verschiedener feministischer und sozial engagierter Organisationen. Trotz ihres guten Abschlusses fand sie als Schwarze bis 1929 nur ungelernte Fabrik- und Kellnerjobs. Dann arbeitete sie als Redakteurin für die American West Indian News und 1932 für die National News.
Durch ihre Arbeit lernte sie viele afroamerikanische Journalisten kennen, unter anderem George Schuyler (1895–1977). Sie trat der 1930 von ihm gegründeten Young Negroes Cooperative League (YNCL) bei, die sich für mehr Wirtschaftskraft und gut bezahlte Arbeitsplätze für Afroamerikaner einsetzte. Dieses Ziel sollte durch ein Netz regionaler Konsumgenossenschaften erreicht werden. 1931 übernahm Baker die Leitung der YNCL. Sie bereiste Städte im Osten der Vereinigten Staaten und half dort, die Konsumgenossenschaften der YNCL zu etablieren.
Im Oktober 1936 trat Baker eine Stelle als Lehrerin für Verbraucherbildung bei dem Workers' Education Project (WEP) der Works Progress Administration an, einer im Zuge des New Deals neu gegründeten Arbeitsbeschaffungsbehörde. Bald darauf wurde sie stellvertretende Projektleiterin des WEP in Manhattan. In dieser Funktion koordinierte und leitete sie Workshops und schrieb Broschüren zu Verbraucherfragen. Um mehr Afroamerikaner an das Projekt heranzuführen, engagierte sie sich insbesondere in Harlem. Sie besuchte außerdem 1936 die Rand School for Social Science in Manhattan und gab dort im Folgejahr auch selbst wöchentliche Kurse für Verbraucherfragen, die sich an Frauen richteten. Sowohl im Büro der WEP als auch an der Rand School hatte Baker zahlreiche Kontakte mit politisch aktiven Personen und wurde zunehmend ein Teil der linksgerichteten Kreise New Yorks.
1938 heiratete Baker ihren langjährigen Freund T. J. Roberts, den sie während ihres Abschlussjahres an der Universität kennengelernt hatte und der in der Kältetechnik-Branche arbeitete. Sie behielt jedoch entgegen der Konventionen ihren Nachnamen bei und hielt sich in der Öffentlichkeit bedeckt über ihre Ehe. Das Paar lebte fast zwanzig Jahre in einem Appartement in Harlem. Es hatte keine leiblichen Kinder, zog aber einige Jahre Jacqueline Brockington auf, die Tochter von Bakers Schwester. Sie war von Baker adoptiert worden und kam 1946 mit neun Jahren zu ihnen. 1958 ließen sich Baker und Roberts scheiden.

### Wirken in der National Association for the Advancement of Colored People (1938–1946)

Walter Francis White (1942), Geschäftsführer während Bakers Tätigkeit für die NAACP

Baker trat 1938 der National Association for the Advancement of Colored People (NAACP) bei. Sie setzte sich nun zunehmend nicht nur für Verbraucherrechte, sondern Bürgerrechte im Allgemeinen ein. 1941 wurde sie Bereichssekretärin der NAACP und war ein halbes Jahr im Süden der USA unterwegs, um neue Mitglieder zu gewinnen. Dabei setzte sie sich sowohl mit ungelernten Arbeitern als auch Fachkräften auseinander und strebte eine Vernetzung der unterschiedlichen Schichten an. Auf ihren Reisen stellte sie außerdem zukünftig wichtige Kontakte zu afroamerikanischen Führungspersönlichkeiten der Bürgerrechtsbewegung her. In ihrer Abwesenheit ernannte Geschäftsführer Walter Francis White (1893–1955) sie 1943 zur Direktorin der nationalen Niederlassung der NAACP, ohne vorher ihre Zustimmung eingeholt zu haben. Sie nahm die Aufgabe an und etablierte in dieser Position unter anderem regionale Leadership Training Conferences, die der Ausbildung der NAACP-Führungskräfte dienten. Von New York wurde dieses neue Schulungssystem bald auf weitere Regionen wie Pennsylvania, Maryland und New Jersey ausgeweitet. 1946 kündigte Baker mit der offiziellen Begründung, sich um ihre Nichte kümmern zu müssen, was lange Dienstreisen ausschloss. Es gab jedoch noch weitere Gründe für diesen Entschluss. Dazu gehörten Differenzen über die Strategie der NAACP zwischen ihr und anderen Leitern der Organisation. Insbesondere mit White kam es häufig zu Konfrontationen und Baker schätzte es nicht, ihm gegenüber in allen Fragen rechenschaftspflichtig zu sein.  Während die NAACP hauptsächlich auf Gerichtsverfahren zur Durchsetzung der Ziele setzte, bevorzugte sie eine aktivere, direktere Politik und ein Einbeziehen der Mitglieder über die rein finanzielle Unterstützung hinaus.

### Wirken in weiteren Bürgerrechtsorganisationen (ab 1946)
Nachdem Baker ihren Direktorenposten bei der NAACP gekündigt hatte, arbeitete sie zunächst als Fundraiser für den National Urban League Service Fund und verschiedene nationale Gesundheitsorganisationen. Sie engagierte sich politisch und setzte sich unter anderem gegen den Immigration and Nationality Act ein. 1951 kandidierte sie als Mitglied der Liberal Party erfolglos für einen Sitz im gesetzgebenden New York City Council. Sie war Anfang der 1950er auch wieder für die NAACP tätig, als Beraterin und spätere Präsidentin des New Yorker Youth Council. Später arbeitete sie in der von Bürgermeister Robert F. Wagner junior initiierten Kommission für schulische Integration und setzte sich für Desegregation und bessere Einflussmöglichkeiten der Eltern von afroamerikanischen Schulkindern ein.
Beeinflusst vom Busboykott von Montgomery wurde sie Mitbegründerin der Organisation In Friendship, die Geld für den Kampf gegen die Jim-Crow-Gesetze sammelte. 1957 zog sie nach Atlanta, um die gerade von Martin Luther King gegründete Southern Christian Leadership Conference (SCLC) zu koordinieren. Sie baute das dortige Hauptbüro der SCLC auf und organisierte Kampagnen wie die Crusade for Citizenship, die die Verdoppelung der Anzahl schwarzer Wähler innerhalb eines Jahres zum Ziel hatte. Sie unternahm zahlreiche Reisen durch den Süden der USA, hielt Reden vor tausenden Interessierten und verteilte Broschüren, um die Teilnehmer von den Ideen der Bewegung zu überzeugen.
Im August 1960 kehrte Baker an die Shaw University zurück. Dort war sie bis 1964 maßgeblich an dem Aufbau des Student Nonviolent Coordinating Committee (SNCC) beteiligt. Sie vertrat dabei die Idee der partizipatorischen Demokratie und beeinflusste damit Studenten und Mitarbeiter wie Tom Hayden. Sie förderte aktives Handeln gegen Missstände und Kampagnen wie Freedom Summer, bei der möglichst viele afroamerikanische Wähler in Mississippi zur Wahl angemeldet werden sollten.
Anschließend unterstützte Baker die 1964 gegründete Mississippi Freedom Democratic Party, in der sich einige der neu registrierten Wähler organisierten. Sie hielt eine Grundsatzrede auf deren landesweiter Tagung in Jackson und half bei der Einrichtung des Partei-Büros in Washington. 1967 wurde sie Mitarbeiterin des Southern Conference Educational Fund (SCEF), einer von Carl und Anne Braden (1924–2006) gegründeten Organisation, die sich gegen Rassentrennung einsetzte. Ab 1972 war sie Vizepräsidentin des marxistischen Mass Party Organizing Committee. Sie beriet zahlreiche Organisationen, die sich für Menschenrechte und Freiheit einsetzten.
Baker starb an ihrem 83. Geburtstag an einem schweren Asthmaanfall in Harlem, New York. Ihr Grab befindet sich auf dem Flushing Cemetery in Queens. Ein Archiv der New York Public Library verwahrt ihren Nachlass.

## Gedenken
Ella Baker wird von verschiedenen Institutionen in den Vereinigten Staaten durch Verwendung ihres Namens geehrt. So unterhält das New Yorker Center for Constitutional Rights seit 1987 ein Ella Baker Summer Internship Program, das Jurastudenten mit Schwerpunkt auf Sozialer Gerechtigkeit durch Kurse und Stipendien unterstützt.
In Manhattan gibt es eine bis zur 8. Klasse führende Ella Baker School.
In Oakland ist der Sitz des Ella Baker Center for Human Rights, einer 1996 gegründeten Organisation, die sich für soziale Gerechtigkeit in den USA einsetzt.
Anlässlich ihres hundertjährigen Bestehens gab die NAACP 2009 einen landesweit erhältlichen Briefmarkenbogen mit sechs 42-Cent-Marken heraus, auf denen neben anderen Pionieren der US-amerikanischen Bürgerrechtsbewegung Ella Baker gemeinsam mit Ruby Hurley (1909–1980) abgebildet ist.
1981 drehte Joanne Grant einen Dokumentarfilm über das Leben von Ella Baker. Fundi: The Story of Ella Baker gewann mehrere Preise auf internationalen Filmfestivals und wurde 1983 vom Public Broadcasting Service landesweit ausgestrahlt.
2022 wurde Ella Baker in die Cooperative Hall of Fame aufgenommen.